# Bernhard von Gudden
Johann Bernhard Aloys von Gudden, né le 7 juin 1824 à Clèves et mort le 13 juin 1886 à Berg, sur les bords du lac de Starnberg en Haute-Bavière est un neuropathologiste et psychiatre allemand. Il a été le médecin de Louis II de Bavière chez qui il a diagnostiqué une paranoïa et avec lequel il est mort dans des circonstances mystérieuses.

## Résumé biographique
Il étudie à partir de 1843 à Bonn, d'abord la théologie pendant un semestre, puis la médecine. Il y devient membre de la Fridericia burschenschaft, mais la quitte le 11 décembre 1845 et fonde avec onze personnes partageant ses idées la Bonner Burschenschaft Frankonia, dont il devient le premier porte-parole. En 1848, il obtient son doctorat en médecine de l'université de Halle et commence à travailler comme interne à l'asile de Siegburg, sous l'autorité de Carl Wigand Maximilian Jacobi (en) (1775-1858). De 1851 à 1855, il collabore comme psychiatre avec Christian Roller (1802-1878) à l'asile d'aliénés d'Illenau de Baden. De 1855 à 1869, il est directeur du Unterfränkische Landes-Irrenanstalt, un établissement pour malades mentaux de Werneck. En 1869, il est nommé directeur de l'hôpital du Burghölzli et professeur de psychiatrie à l'université de Zurich. À la fin de sa carrière, il enseigne cette discipline à l'université de Munich.
Von Gudden pratique la méthode dite du « no-restraint » (suppression de toute restriction mécanique pour neutraliser l'agitation du malade mental). C'est ainsi qu'il se refuse à ligoter ses malades et qu'il leur accorde des sorties dès que possible. 

À propos de la phrénologie, il dit : « je ne suis pas un partisan de doctrine localisatrice, mais je ne suis pas pour autant un adversaire de toute localisation [des fonctions cérébrales]. »
Il a notamment été le maître d'Emil Kraepelin et d'Auguste Forel.

## Sa mort mystérieuse avec le roiLouisIIde Bavière
Le 13 juin 1886, un peu après 18 h, Louis II demande à son psychiatre Gudden de l'accompagner pour une seconde promenade (la première ayant eu lieu dans l'après-midi). Comme ils ne sont toujours pas rentrés à 20 h, le personnel du roi au Château de Berg inquiet (il fait alors nuit noire et il y a une pluie torrentielle) envoie des hommes chercher le roi et son psychiatre. Ce n'est qu'à 22 h qu'un homme voit une étrange masse noire flotter dans le Lac de Starnberg : il s'agit de la veste et du gilet du roi. Trente minutes plus tard, on découvre le cadavre du roi flottant à vingt mètres de la berge avec, à ses côtés, le cadavre de von Gudden. La montre de Louis II s'est arrêtée à 18 h 54, celle de von Gudden à 20 h. Cependant, des témoignages lors de l'enquête affirment que von Gudden avait l'habitude d'oublier de remonter sa montre.
L'enquête a ensuite mis en évidence, qu'il y avait des traces de lutte aux abords du lac, (chapeau de von Gudden écrasé, traces de pas, parapluie abandonné…) et l'autopsie a montré que von Gudden portait des blessures à la nuque et était mort noyé, de l'eau ayant été retrouvée dans ses poumons.[réf. nécessaire]

## Ce qu'Emil Kraepelin en disait
- « (...) Le trait essentiel de cette personnalité fut la recherche frénétique de faits absolument sûrs et certains. Le seul chemin vers la connaissance du labyrinthe psychiatrique lui semblait le découpage anatomique de plus en plus fin du cerveau. Il abhorrait l'observation clinique (...) »[réf. nécessaire]
- « (...) Comme je répondis affirmativement à la question de Wilhelm Maximilian Wundt, il se sentit obligé de me faire part de ses réserves quant à la réalisation de mon projet [devenir philosophe]. Il me fit remarquer que cette branche de la philosophie (psychologie expérimentale) n'avait aucune chance d'être prochainement reconnue par les autorités académiques, que je ne serais donc pas professeur de sitôt, et que je devrais très probablement remettre aux calendes grecques mon mariage. (...) Pendant l'automne 1883, j'allais donc trouver Von Gudden pour l'entretenir de mes problèmes. Il fut très résolument partisan de mon retour dans le giron de la psychiatrie »[réf. nécessaire]

## Source
- (en) Müller JL. « Johann Bernhard Aloys von Gudden, 1824-1886 » Am J Psychiatry 2002; 159:379. Texte disponible en ligne.